# 聖斯蒂芬斯 (內布拉斯加州)
聖斯蒂芬斯（英語：Saint Stephens）是位於美國內布拉斯加州納科爾斯縣的非建制地區。

## 歷史
聖斯蒂芬斯的郵局於1881年設立，其後於1887年停運。

## 地理
聖斯蒂芬斯所處的海拔為高於海平面567米（即1860英呎），而該地所採用的時區為UTC-6，即北美中部时区（CST）。同時該地設有夏令時間，為UTC-6調快一小時，即UTC-5（CDT）。